# That's All She Wrote
That's All She Wrote è un brano musicale del rapper statunitense T.I., estratto come terzo singolo dall'album No Mercy. Il brano è stato pubblicato l'11 gennaio 2011 e figura il featuring del rapper Eminem. Il brano è stato scritto da Clifford Harris, Marshall Mathers e Lukasz Gottwald. In precedenza T.I. ed Eminem avevano collaborato nel brano Touchdown, comparso sull'album di T.I. vs. T.I.P. nel 2007.

## Tracce
Download digitale
1. That's All She Wrote - 5:18

## Classifiche
| Classifica (2011) | Posizione più alta |
| ----------------- | ------------------ |
| Canada            | 46                 |
| Billboard Hot 100 | 18                 |